# 坂場三男
坂場 三男（さかば みつお、1949年7月7日 - ）は、日本の外交官。

## 来歴・人物
茨城県ひたちなか市出身。1973年に横浜市立大学文理学部卒業。同年外務省に入省。その後フランスでの2年間の留学の後にフランス、ベルギー、インド、エジプトなどの各大使館での職務を歴任した。シカゴ総領事を経て2006年7月に、8月1日付で鹿取克章報道官に替わり、中南米局長より外務省外務報道官へ就任、その後2008年にベトナム大使へ転出。2010年に特命全権大使（イラク復興支援等調整担当兼気候変動枠組条約第16回締約国会議担当）、2012年に駐ベルギー特命全権大使に就任。退官後は、母校横浜市立大学特別契約教授を務める。2015年5月21日株式会社乃村工藝社取締役就任、同年6月23日日本航空電子工業株式会社取締役就任。2017年1月11日法務省公安審査委員会委員。
2006年の国会審議において鈴木宗男議員から、2001年（平成13年）当時外務省大臣官房審議官（総括担当）の職にあった坂場が田中眞紀子外務大臣の信用失墜を目的とする文書を議員に配布していたとの指摘がなされた。さらにこの文書には、外務省によって秘密指定がなされていた公電や報告供覧などの内容が含まれており、当時の外務省官房長飯村豊の指示に従って、田中の信用失墜を目的としていたとされている。
2024年、瑞宝重光章受章。

## 同期
- 河野雅治（11年駐伊大使・09年駐露大使・07年外務審議官・05年総合外交政策局長）
- 塩尻孝二郎（11年EU大使・08年駐インドネシア大使・05年外務省大臣官房長）
- 塩崎修（08年駐ホンジュラス大使）
- 伊藤哲雄（09年駐ハンガリー大使・05年駐カザフスタン大使）
- 加来至誠（11年駐ホンジュラス大使、07年駐エルサルバドル大使）
- 野川保晶（12年駐ニュージーランド大使、07年駐ミャンマー大使）
- 杉本信行（01年上海総領事）
- 鈴木一泉（10年駐コロンビア大使）
- 並木芳治（10年駐コスタリカ大使）
- 中村滋（11年駐マレーシア大使・06年駐サウジアラビア大使・04国際情報統括官）
- 岩谷滋雄（10年駐オーストリア大使・07年駐ケニア大使）
- 鹿取克章（11年駐インドネシア大使・06年駐イスラエル大使）
- 黒田義久（10年駐ウズベキスタン大使）
- 塩口哲朗（11年駐ベネズエラ大使・08年駐ヨルダン大使・06年国際協力銀行理事・04年駐コートジボワール大使）
- 水野達夫（07年駐ネパール大使）
- 堀江正彦（07年駐マレーシア大使・04年駐カタール大使）
- 神谷武（11年駐パラグアイ大使・08年駐アルジェリア大使）
- 岡田眞樹（11年駐タンザニア大使・09年農畜産業振興機構理事）
- 小林正雄（11年駐ガボン大使・10年官房調査官）
- 佐藤博史（12年駐キューバ大使）
- 川原英一（13年駐グアテマラ大使）
- 吉田潤（13年駐モーリタニア大使）